# Ngân Thị Vạn Sự
Ngân Thị Vạn Sự (* 29. April 2001 in Tương Dương, Nghệ An) ist eine vietnamesische Fußballspielerin.

## Karriere

### Vereine
Auf Klubebene ist sie seit 2017 beim Hà Nội I WFC.

### Nationalmannschaft
Mit der vietnamesischen U19 nahm sie an der Asienmeisterschaft 2019 teil.
Erste Einsätze für die vietnamesische A-Nationalmannschaft sammelte ab dem Jahr 2020. Hier nahm sie mit der Mannschaft an den Südostasienspielen 2021 teil und gewann mit dieser die Gold-Medaille. Zudem nahm sie mit dem Team an der Asienmeisterschaft 2022 teil.
Am 2. Juli 2023 wurde sie für den finalen Kader bei der Weltmeisterschaft 2023 nominiert.